# La Herrera
La Herrera er en by og kommune i det sydøstlige Spanien i provinsen Albacete. Den har et indbyggertal på 303 (2024) indbyggere.